# Johnny Whitworth
Jonathan Lance "Johnny" Whitworth, född 31 oktober 1975 i Charleston i South Carolina, är en amerikansk skådespelare. 
Han är känd för att spela rollen som A.J. i långfilmen Empire Records (1995), Donny Ray Black i Francis Ford Coppolas film Regnmakaren (1997), Vernon Gant i Limitless (2011), Blackout i Marvels superhjältefilm Ghost Rider: Spirit of Vengeance (också från 2011) och Cage Wallace i The CW-serien The 100. 
Whitworth föddes i South Carolina men är delvis uppvuxen i Plano utanför Dallas, Texas.

## Filmografi (i urval)

### Filmer
| År   | Titel                            | Roll                  | Noter       |
| ---- | -------------------------------- | --------------------- | ----------- |
| 1995 | Bye Bye Love                     | Max Cooper            |             |
| 1995 | Empire Records                   | A.J.                  |             |
| 1996 | Någon finns där                  | Leon                  |             |
| 1997 | Regnmakaren                      | Donny Ray Black       |             |
| 1998 | Alla var där                     | Tuggummikille (röst)  | Okrediterad |
| 1998 | Hell's Kitchen                   | Patty                 |             |
| 1999 | Will och jag                     | Fred                  |             |
| 2000 | Shadow Hours                     | Tron                  |             |
| 2001 | Valentine                        | Max Raimi             |             |
| 2006 | Factory Girl                     | Silver George         |             |
| 2007 | 3:10 to Yuma                     | Darden                |             |
| 2008 | Pathology                        | Griffin Cavenaugh     |             |
| 2009 | Gamer                            | Scotch                |             |
| 2011 | Limitless                        | Vernon                |             |
| 2011 | Ghost Rider: Spirit of Vengeance | Ray Carrigan/Blackout |             |

### TV-serier
| År        | Titel                 | Roll                     | Noter                           |
| --------- | --------------------- | ------------------------ | ------------------------------- |
| 1994      | Ensamma hemma         | P.K. Strickler           | 2 avsnitt                       |
| 1997      | Gun                   | James Munday             | Avsnittet "The Hole"            |
| 2001      | På spaning i New York | Jason Bazedon            | Avsnittet "Dying to Testify"    |
| 2001      | Providence            | Jason Zeller             | Avsnittet "Home Sweet Home"     |
| 2002      | The Shield            | Effi Montecito           | Avsnittet "Cupid & Psycho"      |
| 2003      | Joe Renato            | Denver                   | Avsnittet "Homewrecker's Ball"  |
| 2005      | Cold Case             | Maurice Warfield 1978    | Avsnittet "Blank Generation"    |
| 2005      | Numb3rs               | Dante Baker              | Avsnittet "Obsession"           |
| 2006      | Brottskod: Försvunnen | Miles Sussmann           | Avsnittet "White Balance"       |
| 2006–2010 | CSI: Miami            | Jake Berkeley            | 11 avsnitt                      |
| 2012      | Outlaw Country        | Ajax                     | TV-film                         |
| 2014–2015 | The 100               | Cage Wallace             | 10 avsnitt                      |
| 2015–2020 | Blindspot             | Robust stilig man/Markos | 7 avsnitt                       |
| 2017      | Colony                | Solomon                  | Avsnittet "Somewhere Out There" |